# Opoj
Opoj (in ungherese Apaj) è un comune della Slovacchia facente parte del distretto di Trnava, nella regione omonima.